# Haboniem-Dror
Haboniem-Dror (Hebreeuws: הבונים-דרור, "de Bouwers-Vrijheid", Engels: Habonim Dror), Haboniem of kortweg Habo is een internationale socialistische-zionistische jeugdbeweging voor Joden. De beweging heeft afdelingen in Australië, Argentinië, België, Brazilië, Canada, Duitsland, Frankrijk, Roemenië, Mexico, Nieuw-Zeeland, Uruguay, het Verenigd-Koninkrijk, de Verenigde Staten, Zuid-Afrika en in Nederland. De overkoepelende wereldorganisaties is gevestigd in Israël, maar is aldaar niet actief als jeugdbeweging.
Haboniem werd door de Engelse Wellesley Aron, Chaim Lipshitz en Norman Lourie in 1928 opgericht.
Dror werd door een afsplitsing van Tze'irei Tzion (Zionistische Jeugd) in 1915 opgericht te Polen. De meerderheid van de leden van de studievereniging Tze'irei Tzion waren overgestapt naar de jeugdbeweging Hashomer in 1913, alle overigen leden begonnen hierdoor de jeugdbeweging Dror.
De kibboets Ichoed HaKibboetsiem was uitsluitend voor de Ichoed Haboniem-leden die naar Israël emigreerden en de kibboets Kibboets HaMeyuchad was voorbehouden voor leden van de Dror-beweging.
In 1980 fuseerden deze twee bevriende kibboetsen met elkaar in Israël en vormden samen het nieuwe Takam. Hierdoor ontstond de samenvoeging van Ichoed Haboniem en Dror tot Habonim Dror.

## Geschiedenis

### 1911-1918: het begin vanDror
Begin 20ste eeuw steeg de belangstelling voor de Joodse jeugdbeweging. De jeugdbewegingen waren gebaseerd op verschillende ideologieën, zo kwamen Hashomer, Hachaloets en Blau Weiss op. Nadat het zionisme van Theodor Herzl door de nieuwe generatie zionisten werd afgewezen, ontstonden er nieuwe zionistische jeugdbewegingen, waaronder de populairste beweging in Polen genaamd Tzeirei Tzion (Zionistische Jeugd). Uit de Kiev-afdeling van de Zionistische Jeugd ontstond de groep Et Livnot (Tijd om te Bouwen). Hun doel was Herzls zionisme voorzetten.
Op de Algemene Ledenvergadering, een weïda genaamd, in Sint-Petersburg met de gehele Russische zionistische beweging, waar ook Et Livnot. Tijdens de weïda werd besloten dat de zionistische gemeenschap van een religieuze aard was. De jeugdorganisaties waren woest en eisten dat de seculiere gemeenschap ook zou worden erkend. De jeugdorganisaties, waaronder Et Livnot, verlieten hierop de vergadering. Terug in Kiev scheidde Et Livnot zich van de religieuze Nationale Organisatie van Russisch Zionisme af en richtte de groepering in 1915 de democratische unie Dror (Vrijheid) op.
De spirituele leider van Dror was Ze'ev 'Valia' Zlickin. Zijn gedachtegoed werd geïnspireerd door het revolutionair socialisme in Rusland. De beweging gaf onderwijs aan de Joodse intellectuele jeugd van Rusland. Hoewel het geen grote beweging was, spreidde Dror ook uit naar Polen. Dror onderwees haar leden tot hun twintigste jaar en werden vervolgens overgedragen aan de beweging Hachaloets Hatzair (de Jonge Pionier) om vervolgens te emigreren naar Palestina om in de kibboetsen te gaan werken. Hierdoor kwam er meer samenwerking tussen Dror en de Hityashvoet-beweging (Nederzetting-beweging) en dus een samenwerkingsverband met de kibboetsen Degania en Rehavia.

### 1919-1929: de Joodse Jeugdfederatie in Nederland
In het Utrechtse Hotel De L'Europe werd op 21 december 1919 door Abel Herzberg en David Cohen de Nederlandse Federatie van Joodse Jeugdorganisaties opgericht. Herzberg functioneerde als secretaris en Cohen als voorzitter. Al snel werd de federatie de Joodse Jeugdfederatie genoemd.

### 1930-1939: radicalisering door Nordheim en opkomst Dror
Vanuit de kibboetsen in Palestina werden er jonge zionisten terug naar Europa gestuurd, waaronder naar het Poolse Dror. Zo breidde de Dror-beweging zich in de jaren 30 ook uit naar het buitenland, waaronder andere Oost-Europese Joodse gemeenschappen en zelfs Zuid-Amerika.

### 1940-1949: Tweede Wereldoorlog en begin Haboniem in Nederland
De jeugdbewegingen in Oost-Europa waren tijdens de Tweede Wereldoorlog betrokken bij grote opstanden tegen de Duitsers. In Warschau vochten de Joodse Vechtersbrigade, HeHalutz (De Pionier), Dror, Hashomer Hatziar (De Jonge Bewaker) en andere jeugdbewegingen in de opstand in het getto van Warschau, in 1943.

### 1950-1959: paraplu-organisatie
Er kwamen steeds meer verschillende fracties van Haboniem op. Verschillende nationale fracties vonden het begin 1951 nodig om een parapluorganisatie te vormen, genaamd Haboniem-Dror Olami. Enkele maanden later kwamen de afdelingen bij elkaar in Israël. Op 1 september 1951 werd te Haifa door Haboniem-vertegenwoordigers van het Verenigd Koninkrijk, Noord-Amerika, Zuid-Afrika, Nieuw-Zeeland, India en Nederland de parapluorganisatie officieel gemaakt.
In 1980 fuseerde Haboniem samen met de zionistische jeugdbeweging Dror uit Polen. Zo ontstond de huidige naam: Haboniem-Dror.

## Actieve landen
Vandaag de dag is de jeugdbeweging in 15 landen actief. Ook de landen Hongarije en Turkije hadden vroeger een afdeling van Haboniem-Dror. Om verschillende redenen zijn deze afdelingen opgeheven.

### België
Habonim Dror Belgique is aangesloten bij het Coördinatiecomité van Joodse Organisaties in België (CCOJB) dat Joodse organisaties in België samenbrengt en namens hen optreedt.

### Nederland
Haboniem-Dror Nederland (HDNL) claimt in Nederland de grootste Joodse jeugdbeweging te zijn. Een exact aantal leden is onbekend, maar naar schatting zijn er ruim 200 leden verbonden aan de organisatie.

### Duitsland
In Duitsland wordt Haboniem-Dror geduid als de Zionistische Jugend in Deutschland, afgekort tot ZJD. De ZJD is actief in Berlijn, Frankfurt am Main en München.

### Noord-Amerika
Habonim Dror North America (HDNA) vormen in de Verenigde Staten en in Canada samen één beweging. HDNA werd door de jongerenorganisatie van Poale Zion, Young Poale Zion, in april 1935 opgericht. Er zijn ruim 1.700 leden verbonden aan de Noord-Amerikaanse organisatie. Jaarlijks organiseert HDNA verschillende activiteiten en zomerkampen.

#### Zomerkampen
In totaal organiseert HDNA in totaal zeven zomerkampen in de VS en Canada. De zomerkampen worden in de organisatie als belangrijkste activiteit gezien, nog belangrijker dan de lokale activiteiten. De zes jeugdkampen zijn:
- Camp Galil (Ottsville, Pennsylvania, VS)
- Camp Moshava (Street, Maryland, VS)
- Camp Tavor (Three Rivers, Michigan, VS)
- Camp Miriam (Gabriola Island, British Columbia, Canada)
- Camp Gilboa (San Bernardino County, California, VS)
- Camp Gesher (Cloyne, Ontario, Canada)

#### Israëlreis
Leden gaan als ze zestien jaar zijn, in de zomer na het afmaken van de 10th grade, op een vijf weken reis genaamd Machaneh Bonim in Israel (MBI). De leden leren over Israël en de beweging.

#### Bewegingsblad
HDNA bracht één- of twee-jaarlijks de B'Tnua uit. In 2009 en 2010 werd er ook een website bijgehouden met opiniestukken. In 2011 werd geprobeerd met een doorstart van B'Tnua als een nieuwsbrief, mogelijk is het blad doodgebloed.

### Zuid-Afrika
Habonim Dror Southern Africa (HDSA) beschikt over twee afdelingen in Johannesburg en Kaapstad.

## Financieel
Haboniem-Dror beHolland is volledig afhankelijk van subsidiegevers, contributie- en deelnemersbijdragen.

### Subsidiegevers
De stichtingen en organisaties Hachsjarah & Aliyah (H&A), het Nederlands-Israëlitisch Kerkgenootschap (NIK), de Nederlandse-Israëlitische Instelling voor Sociale Arbeid (NIISA) en de Nederlands-Israëlietische Hoofdsynagoge geven jaarlijks structurele steun aan Haboniem. Stichting Levi Lassen en het Centraal Overleg Subsidie-aanvragen (COS) geven financiële steun voor kampen en de jaarlijkse Israëlreis. Voor losse activiteiten buiten de kampen en de weekenden helpen H&A en Stichting Levi Lassen mee. De stichting Cefina geeft wat geld toe voor de beveiliging. De stichting Collectieve Maror-gelden Nederland (COM) geeft ook hulp.

## Programma's in Israël
De wereldorganisatie van Haboniem-Dror (Habonim-Dror Olami) organiseert in samenwerking met Masa Israel (een samenwerking van de Israëlische overheid en het Joodse Agentschap) enkele langdurige tussenjaar programma's in Israël, namelijk:
- Maslul Ishi
- Shnat Hachsjarah
- Kibbutz Ulpan

## Bekende oud-leden
De volgende bekende personen hebben gezeten op Haboniem-Dror:
- Sacha Baron Cohen
- Stanley Fischer[10]
- Raoul Heertje[11]
- Judith Herzberg[12]
- Chaim Herzog[13]
- Tony Judt[14]
- Mike Leigh[15]
- Jack Markell[16]
- Golda Meïr[13]
- Jaap Meijer (JJF)[17]
- Mirjam van Praag[18]
- Seth Rogen[19]
- Arnold Wesker[20]